# 메갈리 이데아

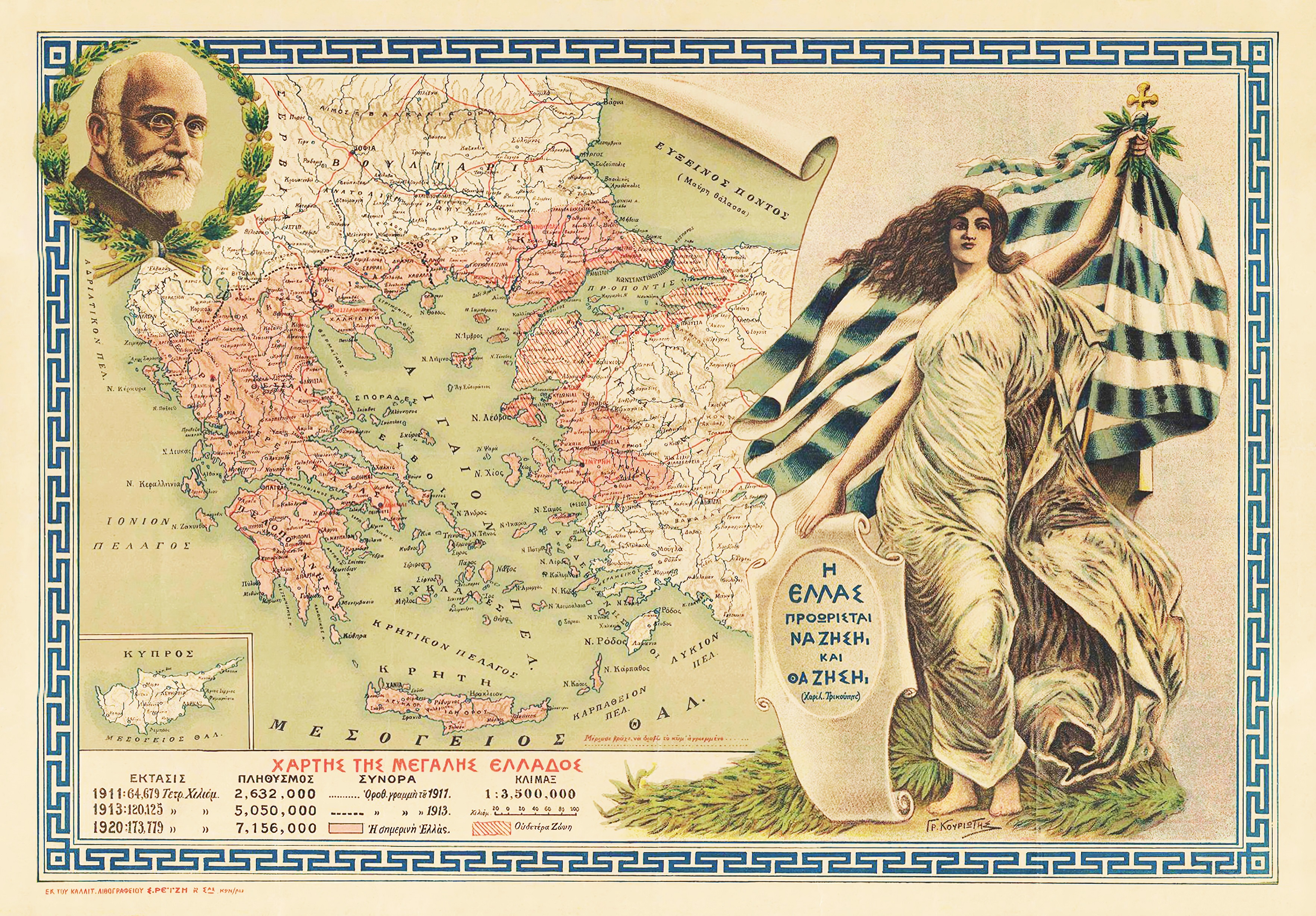
세브르 조약 이후 '위대한 그리스(Megali Hellas)'의 지도와 이를 주도한 엘레프테리오스 베니젤로스.

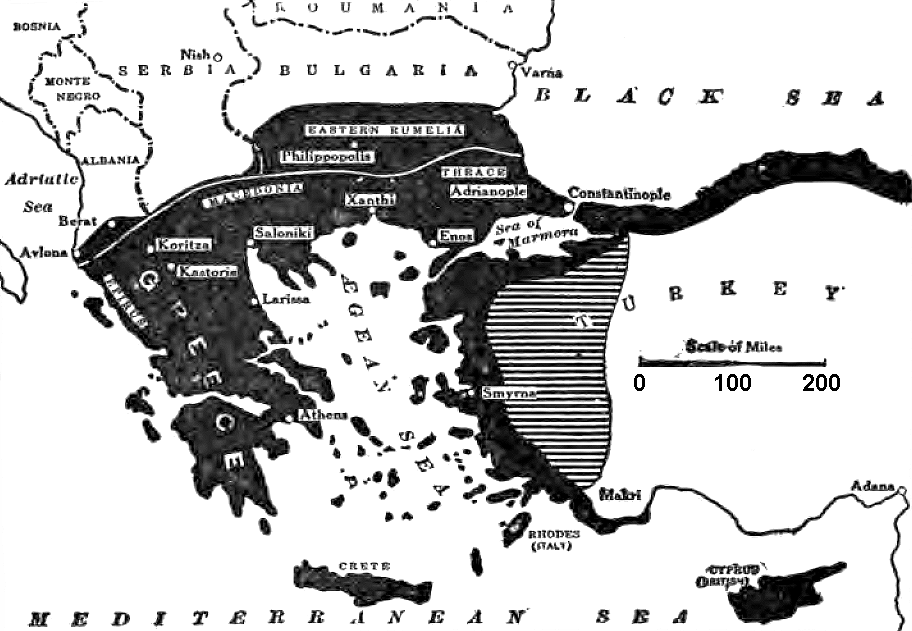
1919년 파리 회의 당시 그리스와 프랑스의 영토안.

메갈리 이데아(그리스어: Μεγάλη Ιδέα, 위대한 이상)는 그리스 민족주의의 고토 회복 의식을 이르며, 1832년 독립 이후에도 오스만 제국의 지배를 받던 모든 그리스인을 아우르는 그리스 국가를 이루려는 발상이었다.
이 낱말은 1844년 헌법의 반포를 앞두고 국무총리 요안니스 콜레티스가 오톤 국왕과 논의하면서 처음으로 등장하였다. '메갈리 이데아'는 그리스가 독립한 지 100년 동안 그리스 내부 국정과 외교 관계에 큰 영향을 준 공상적인 민족주의 열망이었다. 이 말은 1844년에 등장하였지만, 그 발상 자체는 옛날부터 그리스 사람들의 의식 속에 자리잡고 있었으며, 투르크의 지배에서 결국 해방된다는 예언과 신탁이 이어지면서 발전하였다. 이런 발상은 아래 속담에서도 반영되어 있다.
Πάλι με χρόνια με καιρούς, πάλι δικά μας θα 'ναι!
세월이 흐르면 그 땅들은 다시 우리 것이 되리라!

메갈리 이데아는 독립한 그리스가 성립하여 동로마 제국을 재현한다는 목표를 담고 있으며, 고대 지리학자 스트라본이 썼듯이 그리스 세계는 이오니아해에서 소아시아에 이르기까지 폰토스 바다(흑해)에서 동방에 이르기까지, 트라케에서 마케도니아와 북쪽 에페이로스에 이르기까지, 크레타에서 남쪽으로 키프로스에 이르는 지역을 아우른다. 신생 그리스는 콘스탄티노폴리스에 그 수도를 둘 것이었다.
1820년대 그리스의 독립 전쟁부터 20세기 초 발칸 전쟁에 이르기까지 메갈리 이데아는 그리스의 외교 정책과 내정의 주안점이었다. 그러나 그리스-터키 전쟁 (1919-1922)에서 패배하고 1922년 스미르나 대화재로 아나톨리아에서 철수하면서 1923년 그리스-터키 인구 교환이 이루어지자 메갈리 이데아는 점차 사라지게 되었다.

## 같이 보기
- 근대 그리스
- 그리스 왕국
- 엘레프테리오스 베니젤로스
- 그리스 계획